# 同奈河
同奈河（越南語： 发音ⓘ）是越南的一条河流，发源于该国南部的中部高原安南山脉。河流全长约586公里， 使其成为越南境内最长的河流。同奈省因此得名。
从高棉语翻译过来的越南原名是，意思是浅盐沼。